# Clematis 'Blue Bird'
Clematis 'Blue Bird' — сорт клематиса (ломоноса). Используется в качестве вьющегося декоративного садового растения.

## Описание сорта
Диплоид.
Высота 2—4 м. Края листьев зубчатые.
Цветёт на старых побегах.
Цветки колокольчатые, полумахровые, бледно-синие, 5—6 см длиной. Листочки околоцветника в количестве 4, 5,5—7 см длиной, 1,5—2,7 см шириной, часто скрученные, на конце заострённые. 
Тычинки кремово-белые.
Сроки цветения: конец весны — начало лета (в зависимости от района произрастания), иногда наблюдается повторное цветение в конце лета.

## Агротехника
Местоположение любое. Почвы хорошо дренированные. 
Группа обрезки: 1 (не нуждается в обрезке). 
Зона морозостойкости: 3—9.
В качестве опоры могут использоваться обелиски, решётки, а также деревья и кустарники средней высоты не требующие ежегодной обрезки. Может выращиваться в крупных контейнерах.